# ينس برمان
ينس برمان (بالسويدية: Jens Burman) هو متزحلق سويدي، ولد في 16 أغسطس 1994 في Rätan ‏ في السويد.

## وصلات خارجية
- ينس بورمان على موقع الاتحاد الدولي للتزلج (التزلج الريفي) (الإنجليزية)
- ينس بورمان على موقع أوليمبيديا (الإنجليزية)
- ينس بورمان على موقع اللجنة الأولمبية السويدية (السويدية)